# Yukarıçaybelen, Bayat
Yukarıçaybelen là một xã thuộc huyện Bayat, tỉnh Afyonkarahisar, Thổ Nhĩ Kỳ. Dân số thời điểm năm 2011 là 356 người.